# تشينج لينج سو
تشينج لينج سوه (بالإنجليزية: Chung Ling Soo)‏ هو اسم مرحلي للساحر الأمريكي وليم ايلثورث روبينسون (أبريل 2 و 1861 - مارس 24 و 1918) ويذكر في ايامنا بموتة بعد حادث انفجار حدث بالخطاء.

## روابط خارجية
- تشينج لينج سو على موقع الموسوعة البريطانية (الإنجليزية)